# Rue du Grenier-sur-l'Eau
Rue du Grenier-sur-l'Eau je ulice v Paříži v historické čtvrti Marais. Nachází se ve 4. obvodu.

## Poloha
Ulice vede od křižovatky s Rue du Pont-Louis-Philippe a končí na křižovatce s Rue des Barres.

## Historie
V roce 1241 daroval pařížský měšťan jménem Garnier nebo Guernier řádu templářů několik domů poblíž kostela sv. Gervásia, na místě, kde se nyní ulice nachází. V Le Dit des rues de Paris je uvedena pod názvem Rue Garnier-desus-l'Yaue. Poté se její název různě měnil na Rue Garnier-sur-l'Iauë, Rue Guernier sur l'Eau a Rue du Grenier-sur-l'Eau.
Ministerský výnos ze dne 31. července 1798 stanovil šířku této ulice na 6 metrů. Tato šířka se na základě královského nařízení ze dne 4. března 1836 zvětšila na 10 metrů. V té době ulice měřila 100 metrů a ležela mezi Rue Geoffroy-l'Asnier a Rue des Barres.
Dle městské vyhlášky ze dne 17. července 2000 byla část ulice mezi Rue Geoffroy-l'Asnier a Rue du Pont-Louis-Philippe přejmenována na Allée des Justes.